# Io speriamo che me la cavo (film)
Io speriamo che me la cavo è un film del 1992 diretto da Lina Wertmüller e interpretato da Paolo Villaggio. Il film è tratto dall'omonimo libro del 1990 di Marcello D'Orta.

## Trama
Il maestro elementare Marco Tullio Sperelli viene trasferito a causa di un errore burocratico alla scuola Edmondo De Amicis di Corzano, diroccato comune (fittizio) del napoletano, anziché nella (altrettanto fittizia) Corsano, vicino alla sua Genova. Sin dal suo arrivo l'insegnante si trova a dover fare i conti con una realtà fortemente problematica: i bambini, tutti con difficoltà economiche più o meno pesanti, non frequentano regolarmente la scuola perché costretti a lavorare (pratica avallata persino dal sindaco) per aiutare le proprie famiglie, tanto che Sperelli deve andare a prenderli uno per uno in strada; la direttrice della scuola non svolge il suo ruolo per via di impegni politici che la costringono ad assentarsi dall'istituto; dunque il custode-bidello in odore di camorra prevarica la gerarchia scolastica svolgendo di fatto il ruolo di vero amministratore dell'istituto arrivando addirittura a vendere carta igienica, merendine e gessetti.
Mentre Sperelli con grande fatica cerca di svolgere il suo mestiere, un giorno entra in classe Raffaele, un bambino con l'aspetto da malavitoso, che aggredisce verbalmente il maestro, il quale a sua volta reagisce tirandogli uno schiaffo e facendolo fuggire. Il gesto gli porta il rispetto degli alunni, dettato dalla paura, ma Sperelli ne è disgustato e si mette in malattia. Quella stessa sera riceve la visita della madre di Raffaele, disperata perché il primogenito è appena uscito dal carcere minorile e Raffaele ne sta seguendo le orme: la donna supplica il maestro di aiutare Raffaele a tornare a scuola e abbandonare la vita da strada.
Il giorno dopo Raffaele si presenta in classe, ma solo per architettare uno sfregio ai danni dell'insegnante: gli fa trovare, infatti, una scatola contenente delle feci. Sperelli, dal canto suo, prende il gesto con leggerezza, non si arrabbia e recita la poesia "Strunz". Raffaele esce irato dalla classe: il gesto non ha sortito la minaccia prevista. Il maestro ha infine ottenuto, senza l'uso della violenza, l'approvazione degli alunni e decide di mandare una lettera al ministero per revocare la richiesta di trasferimento e restare a Corzano.
L'8 marzo Rosario, il fratello primogenito di Raffaele, viene nuovamente arrestato e Sperelli lascia un mazzetto di mimose sull'uscio di casa per manifestare vicinanza alla madre. Prima delle vacanze di Pasqua, la classe va in gita alla Reggia di Caserta. Il pulmino è tallonato da Raffaele su un motorino, probabilmente rubato, al quale a un certo punto sembra essere finita la miscela: il ragazzino raggiunge i compagni sul pulmino e il motorino viene caricato sul tetto. Durante la gita, l'insegnante tenta di convincere Raffaele a svolgere un tema come gli altri bambini, senza successo.
Nel pomeriggio si scopre la verità: Raffaele aveva solo finto di aver finito il carburante per unirsi alla classe, stare assieme al maestro e comportarsi, per una volta, come un coetaneo. Ne scatta la derisione da parte del gruppo e la comprensione da parte del maestro, che Raffaele vede come svilente nei propri confronti di "uomo" senza sentimenti. A sera, Sperelli riceve la lettera con cui gli viene comunicato il suo ritorno in Liguria. Quella stessa notte Raffaele chiama il maestro dalla strada: sua madre ha una colica renale, gli ospedali non hanno ambulanze disponibili, i privati pretendono cifre altissime e il maestro ha la macchina fuori uso (è stato lo stesso Raffaele a bucargli le gomme e a mettere lo zucchero nel serbatoio, come vendetta per la figuraccia a Caserta).
I due ottengono un passaggio da Mezzarecchia, un contrabbandiere amico del ragazzino ma, una volta arrivati all'ospedale, si trovano davanti al caos: infermieri sfaccendati e pazienti abbandonati nel corridoio, finché Sperelli è costretto a minacciare violentemente la suora caposala. Ne segue una riflessione: alla fine Raffaele ha reso peggiore il maestro, tanto quanto l'insegnante è riuscito a rendere migliore il ragazzino. Il giorno successivo Sperelli riparte: alla stazione la classe lo saluta e Raffaele, giunto in solitaria, gli consegna un tema sulla sua parabola preferita, che il maestro leggerà in viaggio e che finisce con la frase "Io speriamo che me la cavo".

## Produzione
A differenza del libro da cui il film è tratto, la pellicola non è ambientata ad Arzano, per ragioni di diritti d'autore, bensì nell'immaginario paesino di Corzano. Inizialmente la scelta dell'ambientazione del film era caduta sulla stessa città di Napoli ma la troupe, non appena giunse nel capoluogo campano, fu avvicinata da alcuni personaggi vicini agli ambienti della malavita che pretesero il 10% dello stanziamento della pellicola per permetterle di svolgervi regolarmente le riprese, cosa che spinse dunque la regista a spostarne la sede.
La scelta ricadde perciò su Taranto, più precisamente nel suo borgo antico (lo stesso personaggio di Villaggio, infatti, mentre si reca in treno al luogo del suo trasferimento, all'inizio del film s'affaccia sul panorama della Taranto Vecchia, facendo così riprendere da corso Vittorio Emanuele II la fabbrica dell'ILVA, pur essendo la vicenda ambientata in Campania); tra gli altri siti che funsero d'ambientazione per alcune riprese figurarono Tivoli (nella scena dell'ospedale), Caserta, presso la famosa Reggia, San Giorgio a Cremano nel napoletano, Altamura e Corato nel barese.
Aver girato perlopiù in una località di mare permise alla regista di inserire tale elemento nel film, cosa invece del tutto assente nel libro, visto che Arzano è situato nell'entroterra napoletano, proprio a pochi chilometri a nord dello stesso capoluogo.
Stando poi alle scritturazioni originali, alla regia dovevano esserci Castellano e Pipolo mentre per il ruolo da protagonista era prevista la partecipazione di Adriano Celentano.

## Riconoscimenti
Nastri d'argento 1993
- Nomination alla migliore attrice non protagonista a Isa Danieli